# テレビ新広島
株式会社テレビ新広島（テレビしんひろしま、TSS-TV Co., Ltd.）は、広島県を放送対象地域とするテレビジョン放送事業を行っている特定地上基幹放送事業者である。フジ・メディア・ホールディングスの持分法適用関連会社。
略称の「TSS」は「Television Shin-Hiroshima System」に由来する。従来、英文商号を「Shinhiroshima Telecasting Co., Ltd.」としていたが、2008年に「TSS-TV Co., Ltd.」へ変更した。

## 概要
FNN・FNS系列の中国地方に於ける基幹局であり、中国電力の主要関連企業の1社でもある。
フジテレビ系列の中では、キー局・フジテレビジョンとは親密関係にあるが、番組編成面では同局一辺倒ではなく自社制作・関西テレビ等FNS各系列局・広島県に系列局がないテレビ東京系番組も多く取り入れている。
筆頭株主のフジ・メディア・ホールディングス（FMH）の他、産業経済新聞社、中国電力、関西テレビ放送、マツダに加え、中国新聞社やテレビ東京の親会社である日本経済新聞社も名を連ねる。
地上デジタル放送の親局コールサインはJORM-DTV。チャンネルは23chで、リモコンキーIDは8。
広島県内の民放テレビ局4局の中では最も新しい放送局であり、フジネットワーク（FNS）加盟局では28局中25番目、昭和最後の開局である（テレビ新広島開局後は、1991年（平成3年）4月1日の岩手めんこいテレビの開局まで16年のブランクがあった）。
tssのロゴマークは、広島県の民放テレビ局で唯一、開局以来一貫して変わっていない。ただし、また2005年以降、キャンペーンロゴとして制定したものと、従来のロゴとで併用されている。
コーポレート・スローガンは、2025年（令和7年）の開局50周年を記念して制定された「ずきゅん。TSS」でその前は2015年（平成27年）の開局40周年を記念して制定された「ここからっ!TSS」で、さらに前は「情熱電波!TSS」である。
広島市南区出汐の旧社屋の敷地内に建設していた新社屋が2020年（令和2年）7月末に竣工、2021年（令和3年）2月22日より同社屋から放送を開始した。新社屋は6階建て、延べ床面積約8千平方メートルで、平和の象徴「折り鶴」をイメージしシャープでシンプルな外観になり、高度な耐震性を備え、最大3メートル級の浸水も想定し、スタジオの大型化や付帯設備、オフィス機能なども充実させる。

## 本社・支社
本社・演奏所
広島県広島市南区出汐2丁目3番19号 〒734-8585
福山支社
広島県福山市西町2丁目10番1号 福山商工会議所ビル5階
東京支社
東京都中央区銀座7丁目13番12号 サクセス銀座7ビル7階
大阪支社
大阪府大阪市北区梅田2丁目4番9号 ブリーゼタワー11階

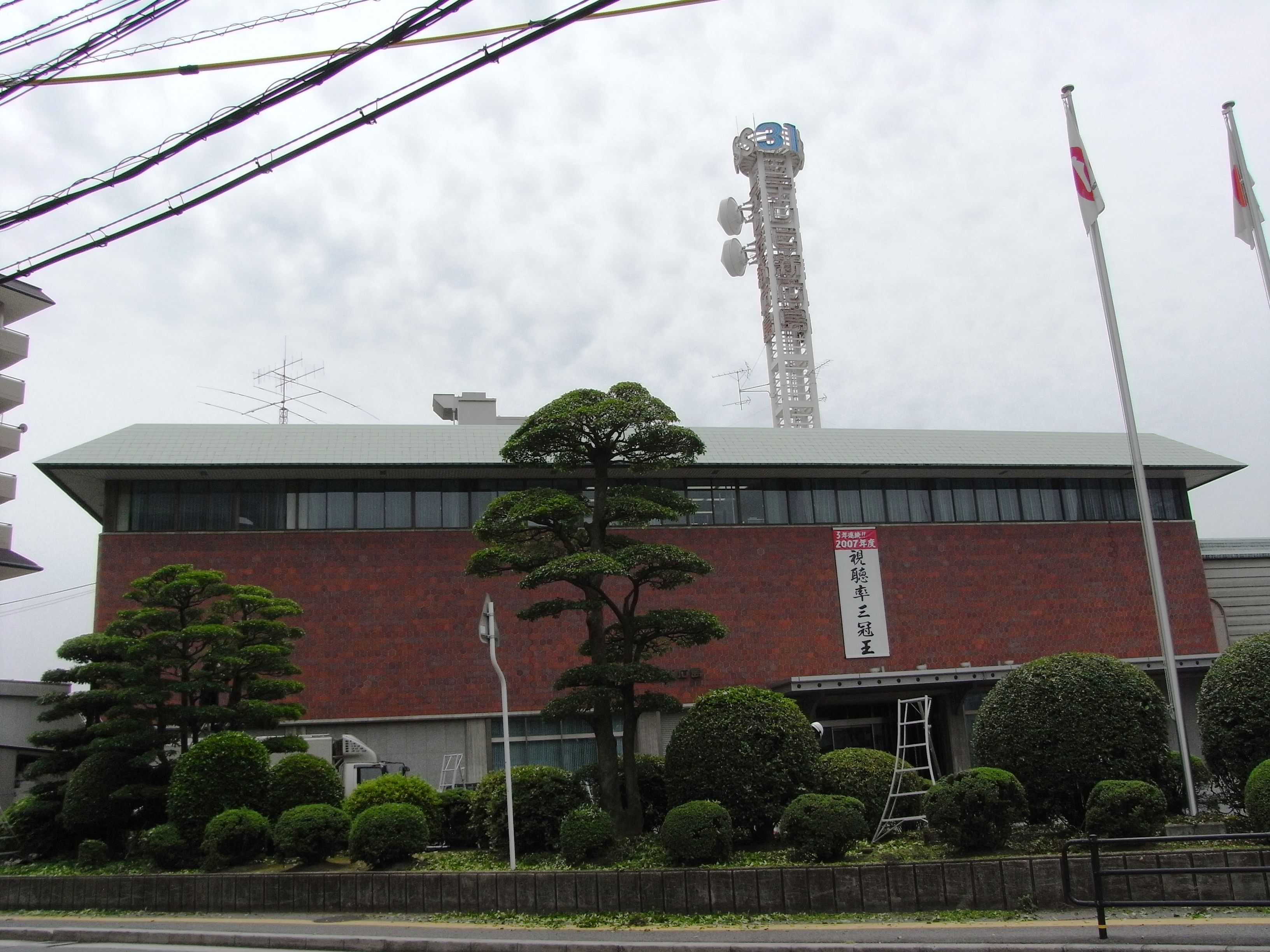
2021年2月まで使われた旧本社 ネオンの31は2011年の完全移行に伴い撤去されてその他は赤に塗りなおされた（現在は解体）。
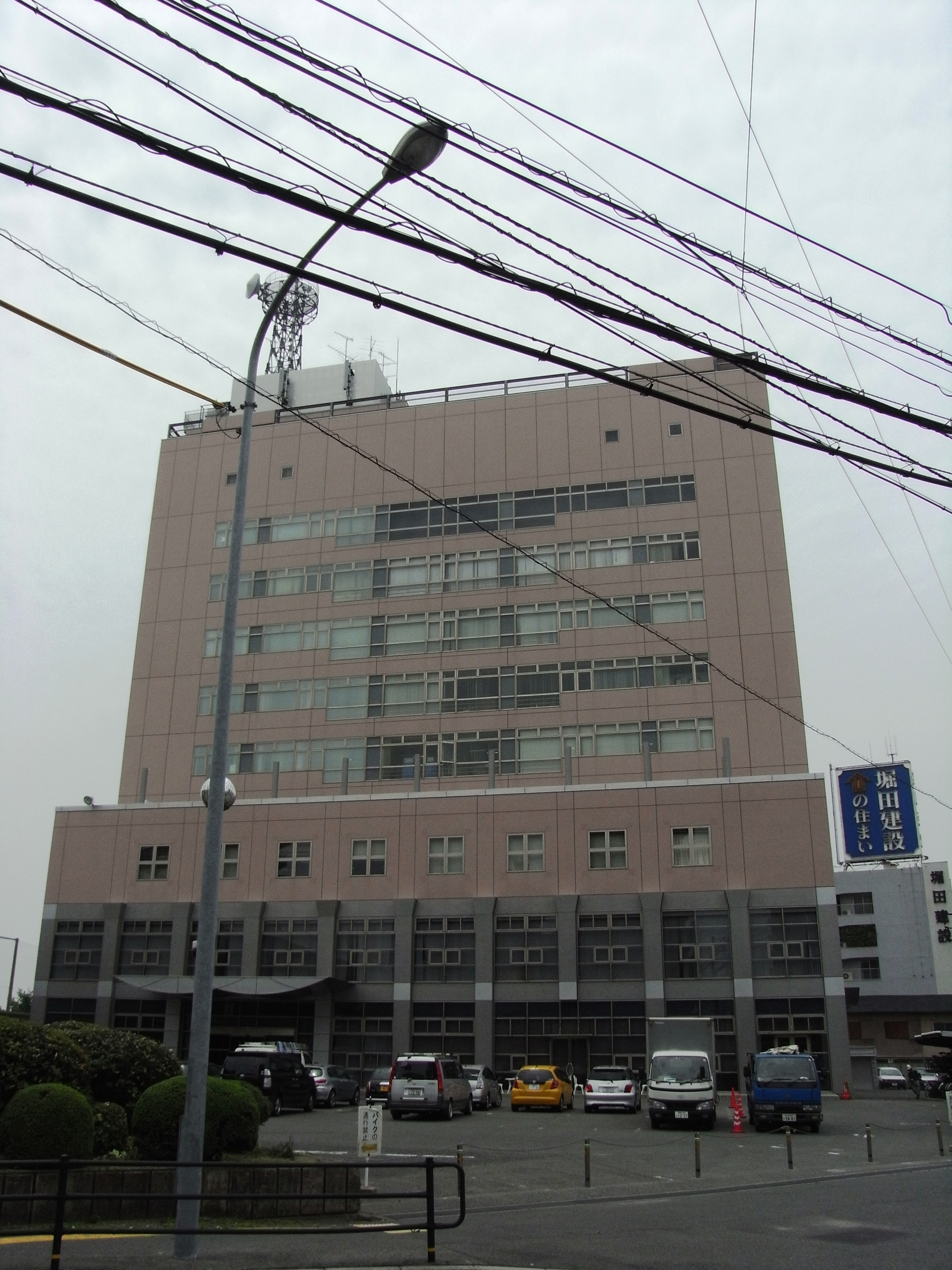
本社別館、中層は中国電力の関連会社本社。旧本社時代は新館と呼ばれていた。

## 資本構成
企業・団体の名称、個人の肩書は当時のもの。出典：

### 2021年3月31日
| 資本金 | 発行済株式総数 | 株主数 |
| ------ | -------------- | ------ |
| 10億円 | 2,000,000株    | 35     |

| 株主                             | 株式数    | 比率   |
| -------------------------------- | --------- | ------ |
| フジ・メディア・ホールディングス | 661,000株 | 33.05% |
| 中国電力                         | 262,000株 | 13.10% |
| 関西テレビ放送                   | 237,000株 | 11.85% |
| 中国新聞社                       | 114,000株 | 05.70% |
| 日本経済新聞社                   | 104,000株 | 05.20% |

## 沿革
- 1973年（昭和48年）10月 - 広島県に民放第4局の周波数割り当て。広島地区では38件の免許申請があった。
- 1974年（昭和49年）
  - 5月31日 - 予備免許交付。
  - 8月8日 - 会社設立[12]。
- 1975年（昭和50年）10月1日 - 開局。
  - 番組は大半が広島テレビ（HTV）からの移行、一部は広島ホームテレビ（UHT、1986年（昭和61年）4月1日より現在のHOME）からの移行であった。
  - FNN（フジニュースネットワーク）・FNS（フジネットワーク）に加盟。
  - 開局地点の中継局は福山・尾道・府中・呉・大柿・竹原・三次・佐東・三原・因島・千代田・西城の11局[13]。
- 1976年（昭和51年）8月28日 - 広告の日特別番組・CM20年（全民放90局同時ネット）放送。
  - 番組中で東日本放送（KHB、テレビ朝日系列）とともに「最も若い民放局」として紹介され、コマーシャル好きとして知られる比治山の酒店の主人が中継で出演、小林亜星が酒店のコマーシャルソングを作曲した。
- 1991年（平成3年）7月1日 - 音声多重放送を開始。
- 1997年（平成9年）11月 - 広島の報道機関各社では初めて専用郵便番号（734-8585）の使用を開始する（郵便番号の7ケタ化は翌1998年（平成10年）2月2日からだが1997年（平成9年）11月からこの専用郵便番号をテレビで流していた）。
- 2000年（平成12年） - 異色のキャラクター「テレビ新ヒーロー ティエスエス」をマスコットに採用。ビデオクリップの素朴なつくりが、子供たちに大人気を博した。
- 2005年（平成17年）10月1日 - 開局30周年。イメージキャラクターに広島県出身の歌手・西城秀樹を同年の1月から起用し、「情熱電波!TSS」（「情」のりっしんべんの部分が秀樹をイメージしたシルエットになっている）をキャッチコピーにキャンペーンを1年にわたって展開した。また、このころからコブクロの『六等星』をイメージソングとして起用し、現在も使用している。
- 2006年（平成18年）
  - 4月3日 - 地上デジタル放送の試験電波発射開始（広島5局同時）。
  - 6月23日 - 地上デジタル放送の試験放送開始（広島5局同時）。
  - 7月26日 - 地上デジタル放送対応の主調整室（マスター）（東芝製）が完成され、祈願祭と社長の火入れ式が行われた。8月1日から運用開始された。
  - 8月28日 - 5:00 地上デジタル放送全日サービス放送開始。
  - 10月1日 - 4:30 地上デジタル放送開始。
- 2007年（平成19年）4月1日 - 「アツくて◆いいじゃん」のキャッチコピーを「情熱電波〜」の頭に置く。
- 2008年（平成20年）4月1日 - 「ワッ」のキャッチコピーを「情熱電波〜」の頭に置く。
- 2009年（平成21年）1月10日 - 報道センター内のニューススタジオ･ニュース映像などハイビジョン化。
- 2010年（平成22年）3月29日 - 天気予報システムハイビジョン化。ホームページは4月中旬まで以前のシステムを使用。4月後半にテレビと同じシステムを導入。
- 2011年（平成23年）
  - 7月24日 - 正午で地上波アナログ放送終了。
  - 年度内 - フジテレビ・関西テレビとの合同による首都直下型地震を想定した大規模な災害放送訓練に当局をはじめ、NST新潟総合テレビ、長野放送、岡山放送、高知さんさんテレビの5局が参加し、災害時の各局の円滑な連携の検証が実施された[14][15][16]。
- 2012年（平成24年）4月1日 - フジ・メディア・ホールディングスの持分法適用会社になる[4]。
- 2015年（平成27年）3月1日 - 開局40周年に向けて記念コピー「40TH ここからっ!TSS」と新マスコットキャラクター「ヒロシマイケル」を制定。
- 2018年（平成30年）10月11日 - 当時の社屋敷地内へ新社屋の建設計画を発表[17]。
- 2020年（令和2年）3月25日 - 新社屋外観竣工、同年7月に竣工[18]。
- 2021年（令和3年）2月22日  - 新社屋からの放送を開始[19]。
- 2025年（令和7年）1月 - 開局50周年に向けて記念コピー「ずきゅん。TSS」を制定。

### ネットワークの移り変わり
- 1975年（昭和50年）10月1日 - フジテレビ系列局として開局した。広島県では史上初の、開局当初からのフルネット局である。
  - FNN・FNSの加盟を引き継いだ事でわかるように、8割が広島テレビからの移行、2割は広島ホームテレビからの移行である。
  - 元来、広島県のフジテレビ系列局は広島テレビ（HTV）であった。広島テレビは日本テレビ系列とのクロスネットだったが1964年（昭和39年）9月時点ではフジ系列が優勢の編成となっていた。しかし、1960年代後半（昭和40年代）に入ると広島テレビは日本テレビ系向けに全国ネットドラマを制作したり、編成も視聴率が良かった日本テレビ系列の番組に徐々に傾斜したりと日本テレビ寄りになってきたため、フジ側は新局開局に注力する事になった。そしてテレビ新広島開局と同時に広島テレビは日テレ系列に一本化された。
  - サービス放送実施時は、日中の一部を休止としながら、当時広島テレビ・広島ホームテレビで放送されていなかったフジ系番組の一部、および過去に上記2局および中国放送（RCC）で放送されたフジ系番組の再放送や外国映画などを自主編成していた。また『FNNニュース』のうち、『FNNニュース6:30』『FNN奥さまニュース』などまだ広島テレビにネットしていた番組はネットせずに自社製作のニュースに差し替えていたが、他の時間帯の『FNNニュース』は放送された。

## 新聞テレビ欄の表記
中国新聞、毎日新聞大阪本社版、山陽新聞は「TSS」と表記されている。産経新聞、愛媛新聞は「TSSテレビ」、毎日新聞西部本社版は「Tssテレビ」、朝日新聞、読売新聞（いずれも西部本社版）は「TSSテレビ新広島」、朝日新聞、読売新聞（いずれも大阪本社版）と日本経済新聞は「テレビ新広島」と各新聞によって表記が異なっている。なお地上デジタル放送の局名表示・電子番組表（EPG）表記は「TSS」とそれぞれ表記されている。

## 主なテレビ番組
2023年4月現在。

### 自社制作番組
- 以下の番組の中には、関連会社のTSSプロダクションなどが制作協力する番組も含まれている。

全編自社が制作著作するローカル報道番組
- 広島平和記念式典中継（毎年8月6日 8:00 - 8:30）

当該時間に放送される番組のうち、平日の『めざまし8』は8:30飛び乗り、土曜日の『めざましどようび』と日曜日の『日曜報道 THE PRIME』は8:00で飛び降りる。
FNNニュース・情報番組に内包して放送するローカル報道番組
- めざましテレビ FNNニュース・ローカル枠（平日 6:00 - 6:07）
- TSSライク!（月曜 - 金曜 16:50 - 19:00）[注釈 9]
  - 前番組『TSSプライムニュース』と異なり、17時台もローカルニュース枠を中心とした編成となった。
- FNN TSS Live News イット!（土曜・日曜 17:30 - 18:00、17:30 - 17:48頃は『FNN Live News イット!』を内包。番組表上は前記の表記だが、実際の番組では改題なし）
- TSSニュースナイト（月曜 - 木曜 21:54 - 22:00）
- FNNニュース（日曜 6:00 - 6:10）[注釈 10][注釈 11]

ローカル情報番組
- ひろしま満点ママ!!（月曜 - 木曜 9:50 - 10:55、金曜 9:50 - 10:50）
- 情熱企業〜新たなる価値の創造〜（土曜 11:35 - 11:50）[注釈 12]
- 旬感情報 スイッチ（日曜 5:45 - 6:00）
- ワンわんワンダフル（日曜 6:45 - 7:00）

ローカルバラエティ番組
- #STU48のくらコン（毎月最終水曜 0:25 - 0:55（毎月最終火曜深夜））※2020年4月29日から放送開始。

スポーツ中継
- TSS全力応援!Carp中継（広島東洋カープ戦中継）[注釈 13][注釈 14]
- TSS全力応援!Vリーグ中継（JTサンダーズ広島のホームゲームを生中継。併せて同日開催の女子の試合を録画ダイジェストで中継。フジテレビワンツーネクストにもネット）[注釈 15]
- TSS全力応援!Bリーグ中継（広島ドラゴンフライズのホームゲームを中継。リーグ配給の公式映像を利用し、実況は独自制作）
- TSS全力応援!Jリーグ中継（サンフレッチェ広島のホームゲームを中継、リーグ配給の公式映像を利用し、実況は独自制作）
- 全日本バレーボール高等学校選手権大会（春の高校バレー）・広島県大会決勝[注釈 16]

スポーツ
- Turf＆Trip ～今こそゴルフ旅! 大人女子が会いに行く シーズン5～（土曜 11:35 - 11:50）[注釈 17]
- 全力応援 スポーツLOVERS（土曜 18:30 - 19:00）
- オタフクカップ・広島市小学生駅伝大会（毎年3月最終日曜 9:30 - 10:00。同日の『そ〜だったのかンパニー』は休止のため、岡山放送・さんいん中央テレビ・テレビ山口は単発の別番組で穴埋め）

スポーツ特別番組
- 広島県スポーツ振興チャリティゴルフ大会（毎年1月）

全国ネット特別番組
- 今田と西村キャンプ場（毎年6月第4日曜 16:05 - 17:20）[注釈 18]

一部地域ネット番組
- 釣りごろつられごろ（土曜 11:25 - 11:40）
- 西村キャンプ場（土曜 17:00 - 17:30）

ブロックネット番組
※岡山放送・さんいん中央テレビ・テレビ山口にもネット。
- そ〜だったのかンパニー（日曜 8:25 - 8:55）[注釈 19]※2012年4月8日放送開始[注釈 20]。

ミニ番組
- 夢キラリ（月曜 20:54 - 21:00）
- ひろしま百景（火曜 20:54 - 21:00）
- しまね新百景（木曜 20:54 - 21:00）
- 満点ママ!!プラス（金曜 10:50 - 10:55）[注釈 21]

県内各市町村の広報番組
※2025年7月現在はなし
自社批評番組
- TSS批評（毎月最終日曜 17:25 - 17:30）

### フジテレビ系列遅れネット番組
制作局の表記ない番組はフジテレビ制作。
- 突然ですが占ってもいいですか?（火曜 0:25 - 1:00（月曜深夜））
- 千原ジュニアのヘベレケ（火曜 0:50 - 1:20（月曜深夜））
- かまいたちの掟（火曜 1:20 - 1:50（月曜深夜）、さんいん中央テレビ制作）
- ジャンクSPORTS（水曜 0:30 - 1:00（火曜深夜））[注釈 22]
- かまいたちの机上の空論城（水曜 1:00 - 1:30（火曜深夜）、関西テレビ制作）[注釈 22]
- おかべろ（木曜 0:15 - 0:45（水曜深夜）、関西テレビ制作）
- 相葉◎×部（木曜 0:45 - 1:15（水曜深夜））
- いたジャン！（木曜 1:15 - 1:45（水曜深夜））
- 千原ジュニアの座王（金曜 0:15 - 0:45（木曜深夜）、関西テレビ制作）
- ハチミツ!!（金曜 0:45 - 1:15（木曜深夜））
- 暗殺教室（第1期）（金曜 1:50 - 2:20（木曜深夜）、フジテレビ・関西テレビ・BSフジ製作参加）[注釈 23]
- 真夜中市場〜ハイヒールの眠れない夜〜（土曜 2:55 - 3:55（金曜深夜）、関西テレビ制作）
- GO! GO! チャギントン（土曜 5:30 - 5:45）
- ゴリパラ見聞録（日曜 1:50 - 2:20（土曜深夜）、テレビ西日本制作）
- テレビ寺子屋（日曜 6:15 - 6:45、テレビ静岡制作）
- 有吉くんの正直さんぽ（不定期放送）[注釈 24]
- フットマップ〜今すぐ行きたい!エエとこツアー〜（不定期放送、関西テレビ制作）[注釈 25]
- お笑いワイドショー マルコポロリ!（不定期放送、関西テレビ制作）[注釈 26]

### テレビ東京系列
制作局の表記のない番組はテレビ東京制作。
- 家、ついて行ってイイですか?（土曜 12:00 - 13:00）
- タクシー運転手さん一番うまい店に連れてって!（土曜 13:00 - 14:00）
- 所さんの学校では教えてくれないそこんトコロ!（土曜 14:00 - 14:55）
- 出川哲朗の充電させてもらえませんか?（土曜 16:00 - 17:00、再放送：原則土曜 10:25 - 11:20）
  - 以上の番組については、単発特別番組やスポーツ中継などの関係で、休止および放送時間が変動することがある。
- ひみつのアイプリ リング編（日曜 5:30 - 6:00）
- YOUは何しに日本へ?（日曜 12:00 - 13:00）
- 日曜ビッグバラエティ（不定期放送）

### その他（独立放送局・製作委員会・外部プロダクションなど）
- クレバテス-魔獣の王と赤子と屍の勇者-（木曜 1:50 - 2:20（水曜深夜））

## 過去に放送された番組

### 過去の自社制作番組
- デジ生!バなな調査団（2008年1月16日 - 2008年3月19日）
- サタ・スポ（2001年3月 - 2007年12月22日）
- tssテレビ朝刊
- 道楽のココロ（2003年4月10日 - 2006年3月23日）
- 親子笑劇場電太郎一家（1995年4月12日 - 2006年3月19日）
- ワイドニュース こんばんはtss6:30（1981年4月6日 - 1984年9月28日）
- tssワイドニュース（1984年10月1日 - 1987年10月4日）
- tssスーパータイム（1987年10月5日 - 1997年3月30日）
- tssザ・ヒューマン（1997年3月31日 - 1998年3月29日）
- tssスーパーニュース（1998年3月30日 - 2015年3月29日）
- tss みんなのテレビ（2015年3月30日 - 2018年4月1日）
- TSSプライムニュース（2018年4月2日 - 2020年2月19日）
  - TSSプライムフライデー（20184月6日 - 2020年6月26日）
- tssショットガン（『ショットガン』の自社制作版）
- カープっ娘TV（1988年4月 - 2005年3月31日）→2017年1月に、tss みんなのテレビ内のコーナーとして復活。
- い〜ねくんチャンネル
- しまねドライブマップ（山陰中央テレビでも放送）
- さ・わ・や・かテレ美人（1992年 - 1993年、現在の『ひろしま満点ママ!!』へと繋がる生放送情報番組、のちに『どうーなってるの?!』のネット受けを取りやめ時間を拡大）
- どっこい!神田の日めくりテレビ（1994年 - 2000年、上記の後番組）
- 広島もてなしキング（2000年9月で打ち切られたが5年後の2005年10月2日に復活特番を全国ネットで放送）
- ラピュタ伝説→みんなの挑戦物語（2000年 - 2005年、途中で番組名を変更）
- 元気にオヒサーッ!!（2000年 - 2001年、「広島もてなしキング」の後番組）
- とことんブチバリッ!
- ZAP
- クイズクロス5（1983年4月 - 1988年3月）
- エンジェルツアーハッピークイズ（1988年4月 - 2000年3月）
- 朝まで夜ッテレビ…1989年 - 1993年、土曜深夜に放送された（基本的に）終夜生放送の情報バラエティ番組。魁三太郎や無名時代のいんぐりもんぐり（その後、THE・INGRY'S→FoolyouS→解散）も出演していたことがあった。開始時のキャッチコピーと番組宣伝CMはフジテレビ『JOCX-TV2』の『どんばんは、よなかんばって』の『JOCX-TV2』の部分を『tss 朝まで夜ッテレビ』に置き換えたものを使用していた。
- かおすTV→スーパーカオス
- 走れ!ガリバーくん（関西テレビ・山陰中央テレビ・岡山放送・テレビ愛媛・高知さんさんテレビと共同制作）（1996年4月7日 - 2005年9月25日）
- Jリーグ中継（サンフレッチェ広島ホームゲーム）
- Local★STAR ひらめっ娘学園（2006年4月14日 - 2007年3月16日）
- ポカリスエットオープンゴルフトーナメント（ - 1994年、フジテレビ系列全国ネット。白竜湖カントリークラブで開催。よみうりオープンゴルフトーナメントへ統合された）
- 坂田信弘のゴルフ開眼塾（ - 2006年3月）→村口史子の楽しいゴルフ!（2006年4月 - 2007年12月）
- 広島経済探訪
- 情熱PRESSピンスポ（2009年4月 - 2010年3月）
- 夜型人間（2006年 - 2010年）
- 織田幹雄記念国際陸上競技大会（毎年4月下旬に録画放送、一部FNS系列局に遅れネットされる場合あった。2012年からNHK・広島へ移行）
- 広島ラグビー祭
- アンリちゃんの執事（2012年1月21日 - 9月22日） → アンリちゃんの執事Z（2012年10月13日 - 2013年3月23日）
- 情報チャージ 知りため!（2010年4月10日 - 2012年3月24日）→知りため!プラス（2012年4月14日 - 2015年3月21日）
- 直撃!ひろしまボイス（広島市広報番組、- 2013年3月26日）
- STU48のSU!（STU48初の冠番組、2017年5月23日 - 7月18日）
- STU48 瀬戸7のよ〜いDON!!!!!!!（2018年11月25日 - 2019年3月31日）
- ナオキング調査団（2016年10月 - 2017年3月） → ナオキング調査団Z
- ナオキング調査団Z（2017年10月6日 - 2018年3月）
- すすめ!広島女子（2017年4月23日 - 2018年3月）
- ひろしま県民テレビ（広島県広報番組、2016年4月27日 - 2018年3月28日）
- みはらセブンラバーズ MIHALOVEを探せ!（三次市広報番組、2017年4月 - 2018年3月19日）
- おやじ、サシでどう?（2018年12月19・20・21日）
- まさかと言わないために〜ビッグデータで読み解く広島豪雨災害〜（2019年5月25日）
- サシ飲み（2019年5月18日・25日）
- 行きたがリーノ（2014年4月20日 - 2019年3月31日）
- STU48のがんばりまSU!
- 伊澤利光の激アツ!ゴルフ塾（2018年4月21日 - 2019年3月30日）
- ポケTの坂道でおじんじょ（2019年7月20日 - 2021年5月9日）
- 海と大地のひろしま食堂
- みよし、どうですか（三次市広報番組）
- 情熱ナビ

### 番組制作会社が制作した番組
- ハロー!クッキング（アートテレビ〈本社：福山市〉制作）[注釈 27]

### フジテレビ系列番組
フジテレビ制作
- ラ・セーヌの星（開局前 - 開局直後の番組で、広島テレビ・広島ホームテレビ・中国放送では未ネット。本来の放送枠でサービス放送時は関西テレビ・東映制作の『眠狂四郎』を遅れネットし、正式開局後は関西テレビから『爆笑家族』を同時ネットしたため、本放送終了後の1977年に帯編成で全話放送[22]）
- 東映不思議コメディーシリーズ（東映共同制作、途中から中国電力提供自社制作枠の関係で遅れネット）
- 北斗の拳（半年遅れで放送）
- 夕やけニャンニャン
- 花のあすか組!（本放送終了後に放送）
- ウゴウゴルーガ（一時期打ち切り[注釈 28]。1993年8月17日から20日までの午後の部と2号は未ネット）
- ポンキッキーズ（ローカルセールス枠だった時期、1994年4月1日 - 9月30日は平日 16:00 - 16:30、1999年4月1日 - 9月30日は平日 15:30 - 15:55の先行放送、10月1日 - 2000年3月17日は金曜日 15:30 - 16:25の先行放送[23]。全局スポンサードネット番組だった1993年10月 - 1994年3月、1994年10月 - 1999年3月は同時ネット）
- 土曜18時台枠のアニメ（前半枠は作品により遅れネット・未放送・本放送終了後の放送などが混在。後半枠は『烈火の炎』第31話まで同時ネット[注釈 29]、『花さか天使テンテンくん』以降は水曜16時台に遅れネット）
- ウチくる!?（渡辺プロダクション制作・フジテレビ幹事。編成により同時ネット・遅れネット・単発不定期放送を繰り返した）
- モウソリスト（同時ネット）
- クイズ・ドレミファドン!（当初は同時ネットだったが、『花の新婚!カンピューター作戦』同時ネット化に伴い遅れネット→不定期放送に降格）
- 志村でナイト
- あいのり：Asian Journey
- 名門!第三野球部（ローカルセールス枠移行時に打ち切り、再放送で全話放送）
- もしもツアーズ（編成により同時ネット・遅れネット・不定期放送を繰り返した）
- 志村友達
- MATSUぼっち
- はやく起きた朝は…（編成により遅れネット・不定期放送を繰り返した）
- 月曜PLUS!
- 火曜NEXT!
- キスマイ超BUSAIKU!?
- 関ジャニ∞の あとはご自由に[24]
- トキタビ
- KinKi Kidsのブンブブーン
- イタズラジャーニー

など多数
関西テレビ制作
- 爆笑家族（同時ネット。開局前に前番組の『爆笑寄席』の広島テレビまたは広島ホームテレビでの放送があったかは不明だが、サービス放送時にはTSSで金曜 12:00 - 12:30 に放送[22]）
- 花の新婚!カンピューター作戦（当初は日曜15時00分からの時差ネットであったが、後年同時ネットに移行）
- ノックは無用!（出演者の都合で『ロックは無用!』に改題した場合あり）
- 紳助の人間マンダラ
- 2時ドキッ! → 2時ワクッ!
- プライスバラエティ ナンボDEなんぼ
- 冒険チュートリアル（途中打ち切り）
- 胸いっぱいサミット!（2016年12月打ち切り）
- 快傑えみちゃんねる
- やすとも・友近のキメツケ!※あくまで個人の感想です（2021年3月にレギュラー放送打ち切り、番組自体は継続中のためその後も単発放送あり）
- 浴衣de漫才
- 村上マヨネーズのツッコませて頂きます!
- グータンヌーボ2
- 桃色つるべ〜お次の方どうぞ〜
- ちまたのジョーシキちゃん
- 1時50分からはスローでイージーなルーティーンで

など多数
その他系列局制作
- どぉーだ!Presents タカトシ牧場（北海道文化放送制作、不定期単発放送）
- アグネスの音楽に乾杯!（東海テレビ制作、1986年3月1日時点では土曜 8:00 - 8:30）
- バナナ塾（東海テレビ制作）
- ぐっさん家〜THE GOODSUN HOUSE〜（東海テレビ制作、番組自体は継続中）
- 腹ペコ魔人のグルメな魔法 脂過多ブラ（東海テレビ制作）
- 香川丸亀国際ハーフマラソン（岡山放送制作、2011年まで毎年2月放送）[注釈 30]
- 金バク!（岡山放送制作、深夜枠などで不定期単発放送）
- 金鷲旗高校柔道大会ダイジェスト（テレビ西日本制作、年度により放送の有無あり）
- めんたいぴりり（テレビ西日本制作）
- ひまわりっ 〜宮崎レジェンド〜（テレビ宮崎制作。第1期は2020年9月28日 - 10月2日に2話連続放送、第2期は2022年8月26日 - 9月23日の木曜深夜に2話連続放送）[注釈 31]
- いわさき白露シニアゴルフトーナメント（鹿児島テレビ制作、2017・2018年に放送）
- 日本一ふつうで美味しい植野食堂 by dancyu（BSフジ制作、番組自体は継続中）
- かのおが便利軒（仙台放送制作、深夜枠などで不定期単発放送）

など多数

### テレビ東京系の番組
制作局の表記の無い番組はテレビ東京制作（東京12チャンネル時代含む）。
アニメ
- 科学冒険隊タンサー5
- 闘士ゴーディアン
- まんが猿飛佐助（本放送終了後に放映）
- 森の陽気な小人たちベルフィーとリルビット
- 伝説巨神イデオン
- 宇宙戦士バルディオス[注釈 32]
- ゴールドライタン
- まいっちんぐマチコ先生
- 太陽の牙ダグラム
- アニメ親子劇場
- 魔法のプリンセス ミンキーモモ（第1作）
- トンデラハウスの大冒険
- 手塚治虫のドン・ドラキュラ
- 装甲騎兵ボトムズ
- パソコントラベル探偵団
- キャプテン翼（第1作）[注釈 33]
- 巨神ゴーグ
- 六三四の剣（途中打ち切り）
- ミスター味っ子
- ホワッツマイケル
- アイドル伝説えり子（テレビせとうち制作）[注釈 34]
- 天空戦記シュラト
- ダッシュ!四駆郎（本放送終了後に放送）
- キャッ党忍伝てやんでえ
- アイドル天使ようこそようこ（テレビせとうち制作）[注釈 35]
- ゲッターロボ號（テレビせとうち制作）
- ジャンケンマン
- 楽しいムーミン一家[注釈 36]
- 花の魔法使いマリーベル（テレビせとうち制作）
- 宇宙の騎士テッカマンブレード
- 無責任艦長タイラー（テレビせとうち制作）
- 疾風!アイアンリーガー
- しましまとらのしまじろう（テレビせとうち制作）
  - はっけん たいけん だいすき! しまじろう
  - しまじろう ヘソカ
  - しまじろうのわお!（第537話で途中打ち切り、番組自体は継続中）
- 覇王大系リューナイト
- 鬼神童子ZENKI
- 獣戦士ガルキーバ
- 天地無用!
  - 新・天地無用!
- 爆れつハンター
- 新世紀エヴァンゲリオン（本放送終了後に放送）
- 爆走兄弟レッツ&ゴー!!
  - 爆走兄弟レッツ&ゴー!!WGP
  - 爆走兄弟レッツ&ゴー!!MAX
- 天空のエスカフローネ
- セイバーマリオネットJ
- マスターモスキートン'99
- たこやきマントマン
- NARUTO -ナルト-
  - NARUTO -ナルト- 疾風伝
- ケロロ軍曹（広島ホームテレビから移行、『乙』は県内未放送）[注釈 37]
- アイシールド21（途中打ち切り）
- スティッチ!（本放送終了後に放送、『〜いたずらエイリアンの大冒険〜』および『〜ずっと最高のトモダチ!〜』は、広島ホームテレビで放送）
- イナズマイレブン（『イナズマイレブンGO』は県内未放送、『アレスの天秤』および『オリオンの刻印』は広島ホームテレビで放送）
- 爆丸バトルブローラーズ ニューヴェストロイア（第1期は県内未放送）
  - 爆丸バトルブローラーズ ガンダリアンインベーダー
- ベイブレードバースト（『メタルファイト ベイブレード』以前は広島ホームテレビで放送）
- プリティーシリーズ[注釈 38]
  - キラッとプリ☆チャン（第2期から放送）
  - プリティーオールフレンズセレクション
  - ワッチャプリマジ!

その他
- UFO大戦争 戦え! レッドタイガー
- 恐竜大戦争アイゼンボーグ
- 恐竜戦隊コセイドン
- 年忘れにっぽんの歌[注釈 39]
- 小松原三夫のゴルフ道場
- タミヤRCカーグランプリ
- クイズところ変れば!?
- YAMAHA ON and OFF（テレビ東京系列と同様、ヤマハ発動機の単独提供で放送）
- 大竹まことのただいま!PCランド（広島ホームテレビから移行）
  - 聖PCハイスクール
  - そのまんま東のバーチャル情報局
  - そのまんま東のバーチャルZ
- ギルガメッシュないと（放送末期に1年間のみ放送）
- 愛ラブSMAP!（1995年10月から半年間のみ放送）
- ゲーム王国
- 愛の貧乏脱出大作戦
- あっぱれ!日本一
- 田舎に泊まろう!
- 所さん&おすぎの偉大なるトホホ人物伝
- アニメロビー（テレビ大阪制作）
- トムさんの田舎のごちそう（BSジャパン制作）
- お金がなくても幸せライフ がんばれプアーズ!
- ここ掘れ!オネエ目線
- キャラ@声部（テレビ愛知制作、第51回から放送[26]）[注釈 40]
- ヤギと大悟
- プレイガールQ
- ゆるキャン△（テレビドラマ版）（アニメ版は県内未放送。2020年5月4日 - 9日に深夜枠で1日2話ずつ集中放送[27]）
- ひとりキャンプで食って寝る（2020年5月2日・3日・9日・10日の午後枠で集中放送[27]）

など

### その他の番組（独立放送局・製作委員会・外部プロダクションなど）
UHFアニメ
- ミッドナイトホラースクール
- 瓶詰妖精（2003年10月 - 12月）
- 狂乱家族日記（2008年4月 - 2008年9月）
- たまゆら 〜hitotose〜（2011年10月4日 - 2011年12月20日。再放送および続編はNHK広島放送局で放送）
- 日常
- D4DJ First Mix（特別編『Double Mix』および第2期『All Mix』は県内未放送）
- BanG Dream! 3rd Season[28]（再放送）
- D CIDE TRAUMEREI THE ANIMATION
- 組長娘と世話係（bilibili・TOKYO MX・ポニーキャニオン他による製作委員会方式）
- 異修羅シリーズ
- オーバーロード（第1期のみを本放送終了後に放送）
- 時々ボソッとロシア語でデレる隣のアーリャさん
- 歴史に残る悪女になるぞ
- 紫雲寺家の子供たち

その他
- ミュージックトマトJAPAN（テレビ神奈川制作）
- アサルトリリィ BOUQUET（TBSテレビ制作、本来の系列局ではなく当局で放送された）
- NON STYLE井上のバズらせJAPAN（広島ホームテレビへ移行）
- 大ちゃんの釣りに行こう!プラス（だいすけプロダクション制作著作、前番組『大ちゃんの釣りに行こう!』は広島テレビで放送）

### 開局当時に広島テレビおよび広島ホームテレビから移行した主なフジテレビ系の番組
※は、現在も放送中。
広島テレビから移行
- ママとあそぼう!ピンポンパン（広島テレビでは1975年3月28日に打ち切っていたため、開局までの半年間広島県では未放送）
- 小川宏ショー
- 3時のあなた
- FNNニュース6:30
- ライオン奥様劇場
- 東海テレビ制作昼の帯ドラマ（開局時は『冒険』の途中から）
- クイズグランプリ
- スター千一夜
- 夜のヒットスタジオ（開局時、広島で公開放送が行なわれた）
- 火曜ワイドスペシャル
- ミュージックフェア※（移行時は番組名の後ろに「'75」と付いていた）
- ゲッターロボG
- ゴールデン洋画劇場
- ハイ!土曜日です（関西テレビ制作）
- ナショナルエレック料理教室（関西テレビ制作）
- ふるさと紀行（東海テレビ制作）
- 銭形平次
- 同心部屋御用帳 江戸の旋風
- キンカン素人民謡名人戦
- サザエさん※
- てんとう虫の歌
- ラブラブショー（1975年10月5日は、遅れを消化するため広島テレビで11:45から前週分を遅れネットで放送し、テレビ新広島での22:00からの同時ネットに引き継いだ）[29]
- パンチDEデート（関西テレビ制作）
- 凡児の娘をよろしく（関西テレビ制作）
- 唄子・啓助のおもろい夫婦（『阪急ドラマシリーズ』の同時ネットを途中で打ち切り後（その後の番組販売扱いの遅れネット[注釈 41]については不明）、1981年9月までは同番組の枠で放送）
- フランダースの犬
- FNS歌謡祭※
- 新春かくし芸大会
- （火曜・木曜・金曜）ナイター／野球中継（金曜日は広島ホームテレビから、それ以外の曜日は広島テレビから移行）

広島ホームテレビから移行
- 歌謡ヒットプラザ
- 君こそスターだ!

### 開局により初めて広島県で放送されたフジテレビ系列の番組
- ひらけ!ポンキッキ
- オールスター家族対抗歌合戦（1975年9月の試験放送から同時ネット）

## 送信所

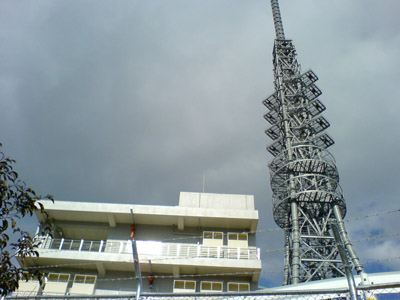
絵下山デジタルテレビ5局共同送信所

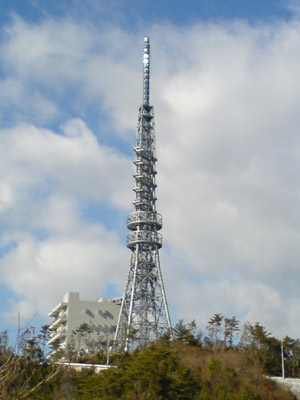
絵下山デジタルテレビ5局共同送信所

リモコンキーIDは8
親局
広島（絵下山） JORM-DTV 23ch 3kW
中継局
佐東 23ch 3W
可部 23ch 10W
北広島千代田 20ch 10W
東広島西条 28ch 1W
江田島大柿 23ch 10W
呉 23ch 30W（休山）
竹原 23ch 100W
三次 23ch 30W
福山 28ch 100W（彦山） 備後地区地上デジタルテレビジョン放送基幹局
尾道 28ch 50W（高見山）
尾道因島（尾道市因島） 28ch 1W
府中（福山市新市町) 28ch 10W 
ほかにも中継局あり
なお、FNNの取材対象地域には、広島県全域に加え、広義の広島都市圏にあたる山口県岩国市と玖珂郡和木町も含む形で担当しており、同県にはフジテレビ系列局のみ存在しないための措置によるもの。ローカルニュースではそれらの話題も含めて放送することがある（主に地方選挙関係）。

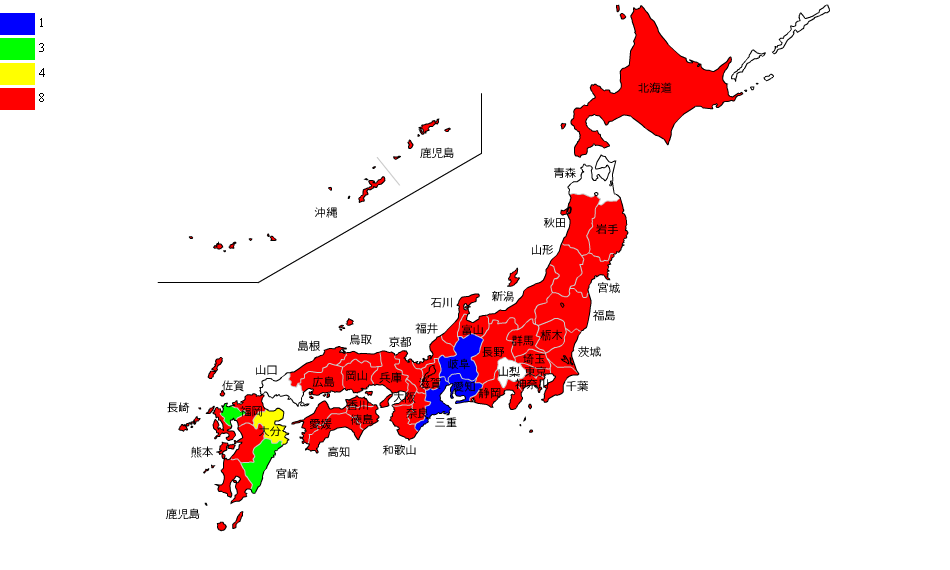
フジテレビ系列のリモコンキーID地図

### アナログ放送
2011年7月24日停波時点
親局
広島（絵下山＝広島市安芸区） JORM-TV 31ch 30kW
- 広島市近郊では9chに設定される宿泊所や世帯が多かった。

中継局
北広島千代田 41ch 100W
江田島大柿 33ch 100W
呉 26ch 300W（休山）
竹原・大崎上島 33ch 100W
三次 26ch 300W
東広島西条 57ch 10W
東広島黒瀬 53ch 10W
尾道 26ch 1kW（高見山） 備後地区基幹局
福山 54ch 300W（蔵王山）
福山西 31ch 10W（彦山）
府中（福山市新市町） 36ch 100W
ほかにも中継局あり

## ケーブルテレビ再送信局
広島県内に本社を置くケーブルテレビ局では全てのケーブルテレビ局でテレビが再送信されている。
井原放送（福山市神辺町エリア）でも再送信されている（かつては本社のある岡山県井原市エリアでも再送信を行っていた）。
県外では、以下のケーブルテレビではテレビが再送信されている。
- 太字はデジタル波も再送信

島根県
邑智郡美郷町の共同アンテナ（一部）
邑智郡邑南町の共同アンテナ（一部）
山口県
アイ・キャン
周防ケーブルネット
愛媛県
上島町CATV〔弓削局〕
以前は以下のケーブルテレビでも区域外再送信が行われていた。
岡山県
井原放送（井原市エリア、2007年終了） - 岡山放送に集約。
なお総務省は2008年2月8日に、裁定申請が出されていた鳥取県の中海テレビ放送（日南町のみ）、島根県の雲南市・飯南町事務組合（雲南夢ネット）・奥出雲町情報通信協会・邑南町ケーブルテレビ（開局準備中）・石見ケーブルビジョン・浜田市三隅ケーブルテレビ・サンネットにちはら、山口県のアイ・キャン・Kビジョン（下松市・周南市熊毛エリアのみ）の計10局へ再送信を行うよう大臣裁定を下した。

## 情報カメラ設置ポイント
広島県内
平和公園…広島市中区中島町（ニッセイ平和公園ビル屋上）※HD（2009年1月10日より全ての番組でHDとなる。）
広島駅…広島市南区松原町（ホテルグランヴィア広島屋上）※HD
福山…福山市西町（福山商工会議所ビル屋上）※現在は運用されていない
広島空港…三原市本郷町善入寺（広島空港展望デッキ内）※HD
宮島…廿日市市宮島町（聚景荘付近？）※HD
広島県外
岩国…山口県岩国市山手町（グランドール岩国弐番館屋上）

## スタジオ
本館 新社屋（2021年2月22日運用開始）
- 制作スタジオ（約73坪[30]）

『ひろしま満点ママ!!』『全力応援 スポーツLOVERS』『そ～だったのカンパニー』など自社制作番組全般で使用。
- 報道スタジオ（約22坪[31]）

ニュース番組全般（『TSSライク!』とその他ローカルニュース）
本館 旧社屋
- 制作スタジオ（HD・ステレオ対応）

2006年8月よりハイビジョン対応。TSSのスタジオの中で報道スタジオより先行しての整備。
『ひろしま満点ママ!!』、『全力応援 スポーツLOVERS』（前身の『サタ・スポ』『スポっちゅTV』でも使用。）などで使用。
また、報道系でも平日版『TSSスーパーニュース』→『TSSみんなのテレビ』→『TSSプライムニュース／TSSプライムフライデー』など、18時台ローカルワイドニュースでも使用していたほか、『情報チャージ 知りため』→『知りため! プラス』でも一時、セットチェンジの上で使用していた。
- 報道スタジオ（HD・ステレオ対応）、TSS報道センター（HD・ステレオ対応）

同じ副調整室で報道スタジオと報道センターの2か所を駆動していた。
報道スタジオは2006年10月より、報道センターは2009年1月10日よりそれぞれハイビジョン対応。
主に『プライムニュース デイズ』『プライムニュース イブニング（土・日曜のみ）』のローカル枠、『TSSプライムニュース ナイト』で使用。
報道センターのハイビジョン対応が遅れたのは、報道センターに常設されていた映像機材のHD化が遅れたためと思われる。
別館
番組の収録よりも、アクターズスクール広島の練習場やライブ及び公開イベントスペースとしての使用が主体。
※上記以外の番組（『そ～だったのカンパニー』など）のスタジオ運用については不明。

## キャッチコピー / コーポレート・スローガン
- 開局当初 - 「明るく、楽しく、面白く　いきいきテレビ新広島」
- 1985年（昭和60年）頃 - 2000年（平成12年）9月:「テレビ探検隊」
- 2000年（平成12年）10月 - 2006年（平成18年）:「テレビ新ヒーロー宣言」（局のイメージキャラクター『テレビ新ヒーロー ティエスエス』誕生に合わせたコピー）
- 2002年（平成14年） - 2005年（平成17年）:「きっかけは、TSS」（CMはキー局の「フジテレビ」から「TSS」と音声とテロップのみを差し替えて使用）
- 2005年（平成17年） - 2006年（平成18年）9月:「情熱電波!TSS」（開局30周年記念コピー。以降、局のコーポレート・スローガンとなっている）
- 2006年（平成18年）10月1日 - 2011年（平成23年）7月24日:「情熱デジ波!!TSS」（地上デジタル放送推進用コピー）
- 2007年（平成19年）4月 - 2008年（平成20年）3月:「アツくて◆いいじゃん 情熱電波!TSS」（自社エリアのみ放送の番組では制作クレジットでも使用）
- 2008年（平成20年）4月 - 2010年（平成22年）9月:「ワッ!! 情熱電波!TSS」
- 2010年（平成22年）10月 - 2011年（平成23年）9月:「8ch 情熱電波!TSS」（公式サイトの背景にもなっている、「8」に「ハートマーク」と「ch」の文字を組み合わせたオリジナルデザインの「8マーク」を使用）
- 2011年（平成23年）10月 - 2014年（平成26年）:「＼ハッチャけたいなら／ 情熱電波!TSS」（TSSの地デジ8チャンネルにかけたキャッチフレーズ、CMにはベビー新ヒーロー「ハッチャけ隊」が登場。）
- 2014年（平成26年）4月 - 2015年（平成27年）3月:「サンキュー・ベリーハッチ」（39周年サンキューベリーマッチと8チャンネルの掛け合わせ）
- 2015年（平成27年）3月 - 2016年（平成28年）3月:「40TH ここからっ!TSS」（開局40周年記念コピー）
- 2016年（平成28年）4月 - 2024年（令和6年）12月:「ここからっ!TSS」（「40TH」を省略）
- 2025年（令和7年）1月 - 「ずきゅん。TSS」（開局50周年記念）

## アナウンサー

### 現職
男性
- 2006年 - 深井瞬
- 2016年 - 加藤雅也
- 2019年1月 - 野川諭生（新潟テレビ21から移籍）
- 2023年 - 前田拓磨（岩手朝日テレビから移籍）

女性
- 1996年 - 古沢知子
- 2013年2月 - 衣笠梨代（2012年に報道記者として入社、翌年アナウンス部に異動）
- 2017年 - 河野行恵（山形テレビから移籍。3級知的財産管理技能士の資格を保持）
- 2020年 - 中西敦子（建て替え前の社屋最後の入社）
- 2022年 - 梶谷羽奈
- 2024年 - 岡野唯（Pajama Farm√13〈ローカルアイドルグループ〉→宮崎放送→NHK福岡放送局〈契約職〉から移籍）、辰已麗
- 2025年 - 西田杏優（大学新卒採用扱いだが、実質的にはセント・フォースからの移籍）

### 他部署へ異動
男性
- 1987年
  - 矢野寛樹（ - 2014年6月、報道部・スポーツ部）
- 2002年
  - 金田祐幸（ - 2023年2月、報道部）
- 2013年
  - 青坂匠（ - 2018年6月、経営管理部を経て、2023年は『TSSライク!』にリポーターとして不定期出演。同年10月からは同番組に気象予報士として出演）

女性
- 2000年
  - 石井百恵（ - 2016年、2016年2月から報道部へ異動。異動後は『Thank you for zeroキャンペーン』関連企画などで不定期出演）
- 2003年
  - 天野陽子（ - 2019年5月、社長秘書）

### 退社したアナウンサー
男性
- 1975年
  - 神田康秋（アナウンス部を離れた後、TSSプロダクション常務取締役などを経て、退職後フリーアナウンサーとして活動）
- 1984年
  - 棚田徹（ - 2022年3月。TSSプロダクションの非常勤取締役を兼任していた時期がある。定年退職後もフリーアナウンサーとして担当中の番組に出演）
- 1991年
  - 石原敬士（ - 2005年、退職した同年春からは、フリーアナウンサーとして活動）
- 1997年
  - 佐藤幸弘（ - 2000年、自身が起こした不祥事の責任を取る形で退社）
- 入社時期不明
  - 笠間雅一（総務部など）

女性
- 1975年
  - 池本良子（ - 1989年、テレビ新広島開局と同時に神田康秋と共に入社。フリーを経て現在は（有）さわやかネットワーク代表）
- 1979年
  - 前原美穂（旧姓・三満）
- 1982年
  - 三戸美佳（ - 2012年6月）
- 1984年
  - 松本京子（ - 1996年。現在はショップチャンネルのキャストを務めている）
- 1993年
  - 岡千恵（ - 1996年。旧姓は田中、現在はフリーアナウンサー。主にコミュニティFM「エフエムはつかいち」にパーソナリティとして出演）
- 1996年
  - 三上絵里（ - 2022年、報道部などへ異動後退社。2022年参議院議員選挙に『結集ひろしま』から立候補して当選）
- 1997年
  - 伊藤里絵（ - 2002年、退職後はジョイスタッフを経て、2003年からセント・フォースに所属し、『やじうまプラス』のキャスターを担当していたが2007年9月出産のため降板した）
- 2006年
  - バーゲルルミ（ - 2016年10月。退職後はフリーアナウンサー・英会話講師として活動）
- 2015年
  - 西山穂乃加（ - 2024年5月。大木こだま・海原さおりの次女。退社後は夫の勤務地の関係上広島県外在住ながら、フリーアナウンサーとしては広島にも出張して活動）
- 2018年
  - 市場里奈（ - 2021年9月。大学卒業と同時に新卒採用扱いでセント・フォースから移籍。結婚および転居のため退社後、ジョイスタッフに所属し、東京を拠点に活動）
- 2021年
  - 木村仁美（8月入社 - 2023年8月。福井放送から移籍および社屋建て替え後に最初の入社。結婚・退社後、2023年10月からF.D.K.に所属し、広島を拠点に活動後の2025年4月よりチバテレ契約アナウンサーとして活動）
- 入社時期不明
  - 野口真由美
  - 宮川恵子
  - 吉村幸

## 気象キャスター（気象予報士の有資格者）
- 山本剛弘（元日本気象協会）
- 田代香子（元広島ホームテレビアナウンサー）
- 青坂匠（テレビ新広島社員。元アナウンサー）
  - 気象キャスターのブログは山本・田代が交代で執筆している一方、青坂のみ執筆していない。

## 関連人物
- 箕輪幸人（現代表取締役社長。元『ニュースJAPAN』コメンテーター）
- 松本寛（元代表取締役社長）
- 竹内次也（元取締役。現仙台放送特別顧問）
- 森永勝也（元専属野球解説者。1993年没）
- 津田一男（元専属野球解説者・中国新聞記者。1984年没）
- 達川光男（元専属野球解説者）
- 山内泰幸（専属野球解説者。2014年12月1日より）
- 笘篠賢治（ゲスト野球解説者）
- 笘篠諒太（笘篠賢治の長男。2017年入社・メディア本部編成局編成部に在職）[34]
- ダーク・ダックス（旧クロージング曲『もしも ひろしまに』を歌唱）
- 波田健一（プロデューサー・ディレクター等で在職。気象予報士として番組に出演した時期あり）

## マスコットキャラクター
テレビ新広島のキャラクターは2000年（平成12年）から2014年末まで「テレビ新ヒーロー ティエスエス」を起用していた。「テレビの未来を守る為」に未来からやってきたテレビ新広島の社員という設定。メンバーは、新広子（あたらし・ひろこ、24歳。TSS未来制作局タイムキーパー）、島映造（しま・えいぞう、22歳。TSS未来制作局セールス担当）、島豊映（しま・ほうえい、22歳。TSS未来制作局システム担当。島映造の弟）からなる。デビュー当時はBSデジタル放送の開始時期であったため、必殺技が「地上波ビーム」、「地上波サーベル」、「地上波ブーメラン」 と名付けられており、地上波テレビであることを強調するような内容となっていた。ちゃんとヒーロー番組の主題歌風のテーマソングも存在していた。
また、地デジ移行後には「ハッちゃけ隊」というキャラクターがデビューしている。
開局40周年となる2015年（平成27年）には新マスコットキャラクターとして、「ヒロシマイケル」がデビューした。ヒロシマイケルのプロフィールは広島市南区（TSS本社所在地）在住の40歳で、国籍は不明だがヨーロッパあたりと推測されている。名前は「広島」と「マイケル」の語呂合わせ。ポジティブな性格で、一見、濃厚でややクドいキャラに思えてしまうがそのブレないスタンスが視聴者に元気と勇気を与えているとか、いないとか…。というものである。決め台詞は「広島イケる！」。目がローマ数字の8(Ⅷ）になっている。
なお、かつてテレビ新広島では1990年代に猫のキャラクター・テレタンを使用していた時期があり、訂正画面ではアナログ終了まで使用された。

## スマートフォン向け公式アプリ
- 『しまねカードアプリ』 - しまねカードのアプリ版[35]
- 『満点レシピ 今日もおいしい・れ』 - ひろしま満点ママ!!の料理コーナーのレシピを配信[36]

## 関連会社
- TSSプロダクション（放送番組の制作協力・アクターズスクール広島の運営など）
- TSSソフトウェア（システム開発・ホームページ制作など）
- ティ・エス・エス開発（ビル管理など）

過去
広島ディノス（TSSリビングサービス→TSS広島ディノス→広島ディノス。Dinos本体に事業譲渡して解散）